# Vuelo 3142 de LAPA
El vuelo 3142 de Líneas Aéreas Privadas Argentinas (LAPA) fue un vuelo regular nacional de pasajeros operado por un Boeing 737-204C matrícula LV-WRZ. El 31 de agosto de 1999, mientras se disponía a despegar desde la ciudad de Buenos Aires, protagonizó el cuarto accidente más grave de la historia de la aviación argentina, en el que fallecieron 65 personas.
Debía partir desde el Aeroparque Jorge Newbery de la ciudad de Buenos Aires a las 20:36 del mencionado día, con destino al Aeropuerto Ingeniero Taravella de la ciudad de Córdoba, llevando 98 pasajeros y 5 miembros de la tripulación. Por algunos inconvenientes en el motor n.º 1 se perdieron 4 posiciones de despegue mientras los mecánicos lo revisaban y finalmente se ubicó en la cabecera de la pista. A las 20:54 (hora local), durante la operación de despegue, la aeronave no levantó vuelo y continuó su carrera más allá de los límites del aeropuerto, atravesó la Avenida Costanera Rafael Obligado, arrastrando a un automóvil que estaba circulando, para finalmente chocar contra unas máquinas viales, un terraplén y una planta reguladora de gas. La pérdida de combustible y el gas expelido por la rotura de la planta provocaron un incendio que mató a la mayoría de los pasajeros que habían sobrevivido al choque.
La Junta de Investigaciones de Accidentes de Aviación Civil (JIAAC) estableció que la «causa inmediata» del accidente fue la omisión del piloto Gustavo Weigel de extender los flaps para aumentar la sustentación de la nave, más la desatención intencional de la alarma que alertaba específicamente sobre la posición inapropiada de los flaps; pese a que esa alarma sonó durante 52 segundos, los pilotos continuaron con el carreteo, dejando que la aeronave superara la velocidad V1 o velocidad de decisión, que una vez alcanzada hacía imposible abortar el despegue. El informe consideró que hubo una negligencia grave del piloto y el copiloto Luis Etcheverry, fallecidos en el accidente, así como una serie de falencias por parte de la empresa.
En 2005, después de casi diez años de investigaciones, varios directivos de la empresa LAPA y funcionarios de la Fuerza Aérea responsables de los controles fueron acusados penalmente y llevados a juicio. La sentencia de primera instancia fue dictada el 2 de febrero de 2010, condenando a Valerio Francisco Diehl (gerente de Operaciones) y Gabriel María Borsani (jefe de Línea de Boeing 737-200) a tres años de prisión en suspenso, por considerarlos penalmente responsables del delito de estrago culposo agravado, en tanto el resto de los acusados fue absuelto. Estas condenas fueron anuladas en 2014 por la Sala IV de la Cámara Federal de Casación por entender que se había producido la prescripción de la acción penal en razón de que los jueces habían demorado más allá de los plazos legales en llevar a juicio a los acusados, y esta decisión fue confirmada por la Corte Suprema de Justicia.
El caso fue llevado al cine en la película Whisky Romeo Zulu (2004), dirigida por el expiloto de LAPA Enrique Piñeyro, quien había sido despedido por esa aerolínea por cuestionar sus métodos de operación y considerarlos riesgosos. El accidente también fue tratado en la serie documental canadiense Mayday: catástrofes aéreas (temporada 17.ª, episodio 149) y en un programa especial del Canal Infinito.

## Contexto

### Empresa LAPA
Líneas Aéreas Privadas Argentina S.A., conocida por su sigla LAPA, fue fundada en 1976 y se dedicaba al transporte aéreo de pasajeros dentro de Argentina. Al tiempo del accidente su presidente era Gustavo Andrés Deutsch, quien la había comprado en 1984 y la gestionaba desde entonces.
En 1989 el gobierno argentino inició una política generalizada de privatizaciones y desregulación que también incluyó al mercado aerocomercial, pero protegiendo a las empresas privadas nacionales, de la competencia con las aerolíneas estadounidenses. La privatización de Aerolíneas Argentinas y Austral (compradas por la empresa estatal española Iberia) permitió el ingreso de nuevas compañías. LAPA, que era una pequeña aerolínea regional, fue creciendo hasta convertirse en la segunda empresa aeronáutica del país, detrás de Aerolíneas/Austral -inicialmente de Iberia y a partir de 1995 del Estado español-, que era la mayor. Alcanzó su auge entre 1994 y 1995, cuando llegó a controlar el 30% del mercado, «a base de bajas tarifas, reducción de costos sacrificando la calidad del servicio y un ahorro obsesivo». En 1994 ya volaba a diecisiete escalas en la Argentina más Colonia de Sacramento en Uruguay y, desde dos años antes, hacía vuelos charter a Estados Unidos. A fines de 1995 volaba a veintisiete destinos domésticos y Colonia, creciendo con fuerza y quitándole pasajeros a sus competidoras Aerolíneas Argentinas y Austral Líneas Aéreas y también al transporte terrestre de pasajeros mediante una política de precios que hacía, por ejemplo, que volar entre Buenos Aires y Córdoba costara poco más que el pasaje en micrómnibus por igual trayecto. Por esto se ha dicho que LAPA fue una empresas «con cultura low cost».
Esa política fue criticada por la Asociación del Personal Técnico Aeronáutico (APTA), que afirmó que significaba la «muerte de la seguridad» en la aviación comercial del país.
En agosto de 1999 LAPA comenzó a volar regularmente a Estados Unidos.

### Aeronave
La aeronave que protagonizó el siniestro era un Boeing 737-204C, con motores Pratt & Whitney JT8D-9A, con número de construcción 20389 en la línea 251. Realizó su primer vuelo el 14 de abril de 1970 y el 17 del mismo mes fue entregada por su fabricante Boeing a Britannia Airways, que la registró con la matrícula del Reino Unido G-AXNB. Casi 20 años más tarde, el 1° de febrero de 1990, el avión fue transferido a la aerolínea francesa TAT European Airlines, que la registró en Francia bajo el identificador F-GGPB. Finalmente, el 21 de diciembre de 1996, la aeronave fue entregada a LAPA, quien la operó bajo el registro argentino LV-WRZ. Al momento del accidente contaba con 67 864 horas de vuelo y 41 851 ciclos de despegue/ aterrizaje.

## Tripulación
El comandante Gustavo Weigel, de 45 años de edad, contaba con una experiencia de 6500 horas de vuelo, de las cuales 1710 habían sido en el tipo de aeronave accidentada, y el copiloto Luis Etcheverry, de 31 años, había volado 560 de sus 4085 horas de vuelo en el tipo de aeronave accidentada. Los dos fallecieron en el accidente. En su informe, la JIAAC dijo que «de sus registros de comprobaciones en vuelo y simulador, surgieron características de vuelo negativas de los pilotos ante ambientes rigurosos y, si bien las superaron, volvieron a aparecer cuando se encontraron en ambientes faltos de disciplina como el de la cabina. También afirmó que «los pilotos habían cumplido los requisitos reglamentarios para estar habilitados técnica y psicofisiológicamente», y que «su experiencia de vuelo general y en este tipo de aeronave era adecuada a sus funciones» pero «tenían carencias para mantener altura y velocidad» en sus vuelos simulados. La sentencia penal dijo que el hecho de que Weigel no hubiera gozado sus vacaciones, punto sobre el que había hecho hincapié la acusación, en nada incidió en el accidente pero también afirmó que había sido errónea la decisión de la empresa de ascenderlo a comandante.
La instrucción judicial de la causa se dirigió a demostrar que el accidente no había sido responsabilidad exclusiva de los pilotos, y que habían incidido la falta de controles por parte de la Fuerza Aérea así como la cultura organizacional de la empresa LAPA. Esa orientación fue criticada por el tribunal que dictó la sentencia, quien afirmó  que la investigación se había llevado a cabo «desde un parámetro amplio de cultura de inseguridad de la empresa, que generó un enorme dispendio de esfuerzos y tiempo».

## Reseña del vuelo

### Período previo al despegue
El informe de la JIAAC indica que, la noche del accidente, el comandante llegó una hora antes del despegue al Aeroparque Jorge Newbery, como era usual, para las gestiones previas al vuelo. Conversó informalmente con el despachante de turno y cuando llegó el copiloto repasaron las condiciones meteorológicas —que eran buenas—, los NOTAMS para el aeropuerto de destino y aeropuertos de alternativa, controlaron el plan de vuelo y, después de ver las buenas condiciones meteorológicas, el comandante seleccionó SABE – Aeroparque - como aeropuerto de alternativa y decidió sobre el combustible requerido para el vuelo; todo el «briefing» se realizó en alrededor de diez minutos sin nada inusual ni comentarios ni actitudes fuera de lo normal por parte de los pilotos. Según el despachante, a los dos pilotos se los veía muy bien y el comandante estaba tan enérgico como de costumbre. El copiloto comunicó a uno de los mecánicos que asistían a la aeronave el total del combustible requerido, 8.500 kg, completo en tanques de planos. El mecánico constató la existencia de combustible en el tanque central. En este caso y porque lo determina la documentación técnica vigente, el combustible debía ser trasvasado a los tanques de los planos. El mecánico estaba comenzando esa tarea cuando llegó el comandante y antes de ingresar a la cabina de la aeronave 
arrojó al piso el registro técnico de vuelo, mostrando molestia, y a continuación cerró «motu-proprio» la llave de trasvase, interrumpiendo la tarea que realizaba el mecánico. Durante los primeros cuatro minutos, en plataforma con la tripulación a bordo, el comandante, el copiloto y la comisario conversaron de temas triviales, en buenos términos, sobre cuestiones de índole privada de la comisario y una vez que esta dejó la cabina, siguieron la conversación pero con un cambio de tono, y el comandante, ante un reproche del copiloto, le manifestó que «tenía un momento malo», a lo que su interlocutor respondió que él también tenía un mal día. Tanto durante la lectura de la Lista de Control de Procedimientos (LCP) para la Puesta en Marcha como durante el «push back», la puesta en marcha y el rodaje, siguieron intercalando comentarios sobre los temas personales que les preocupaban, creando un ambiente confuso que persistió hasta el momento de iniciar el despegue, que estuvo demorado por los movimientos de otros aviones.

### Despegue y colisión
El despegue comenzó por la pista 13 de Aeroparque a las 20:53, cuando los pilotos dieron potencia a los motores y la aeronave comenzó su carrera de despegue. En ese momento el sistema de alerta de despegue (TOWS) hizo sonar una alarma en la cabina, indicando que la aeronave no estaba configurada correctamente para la maniobra, pero la tripulación pasó por alto la advertencia sin darse cuenta de que las aletas (flaps) no estaban en la posición requerida de despegue sino completamente retraídas. El avión superó la velocidad en la que podía hacerse un aborto de despegue seguro (se calcula que a esa altura de la situación carreteaba a 296,9 kilómetros por hora), continuó más allá de la pista, atravesó la valla perimetral del aeropuerto, cruzó una avenida donde arrastró un Chrysler Neon que circulaba y finalmente chocó con maquinaria de construcción de carreteras y un terraplén donde había una estación de regulación de gas. El combustible derramado sobre los motores calientes y la fuga de gas causaron un incendio que destruyó la aeronave.
La Junta de Investigaciones de Accidentes de Aviación Civil (JIAAC) determinó que los pilotos no configuraron la aeronave correctamente para el despegue. El procesamiento penal se centró en demostrar que las políticas y la organización de la compañía, que carecían de los controles de la Fuerza Aérea Argentina, fueron los principales factores que llevaron al accidente. Por ejemplo, se mencionó que la empresa permitió a un piloto volar sin licencia. Debido a estas fallas percibidas, algunos de los directores de LAPA y el personal de la Fuerza Aérea responsable de monitorear la aerolínea fueron llevados a juicio penal oral.
El informe detalla: 

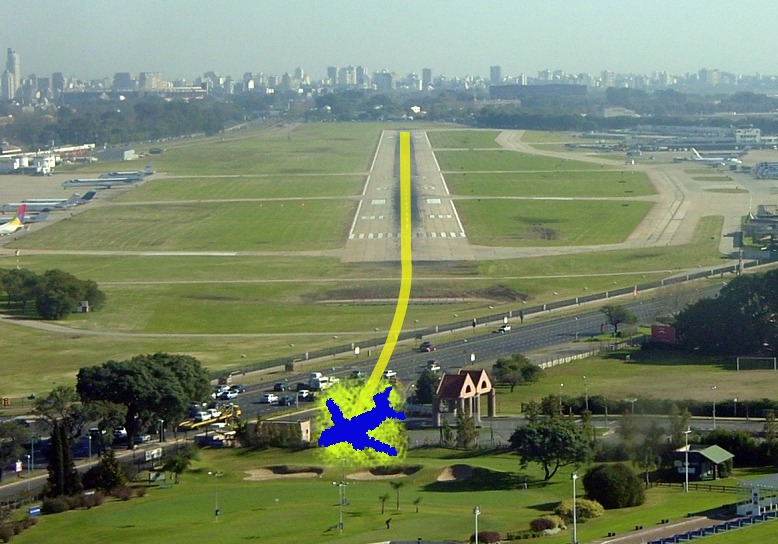
En esta imagen se aprecia la trayectoria aproximada que tomó el avión en su intento de despegue, cruzando la avenida y terminando su mortal carrera sobre un campo de golf.

«En su carrera final después de haber frustrado el despegue, la aeronave arrolló un automóvil Chrysler Neón, que circulaba por la avenida Rafael Obligado (Costanera Norte), que corta la proyección de la pista 13. El combustible del automóvil en contacto con las chispas originadas por el deslizamiento del fuselaje sobre el pavimento y por el automóvil arrastrado, posiblemente provocó el inicio del fuego en el costado delantero izquierdo del avión, que se incrementó por la rotura de las alas y el derramamiento del combustible tipo aerokerosene JET A-1, y colaboró también el encendido del escape de gas de la planta reguladora que había sido impactada, destruyéndose cañerías y válvulas. A partir de ahí el fuego se desplazó hacia atrás abarcándolo todo».

Luego del impacto con el terraplén, pero antes del incendio, la auxiliar de a bordo intentó accionar un extintor, pero no pudo tomarlo porque se hallaba muy caliente, trató de abrir la puerta trasera derecha sin lograrlo, pues estaba trabada —posiblemente por deformación—, y, finalmente, la otra auxiliar de a bordo pudo abrir la puerta trasera izquierda, permitiendo el escape de varios pasajeros antes de que se propagase el incendio. El lado derecho del fuselaje presentaba una zona quebrada por la que pudieron escapar unos pocos pasajeros.
Respecto de las salidas, el informe dijo que «el tobogán delantero izquierdo L1, de color gris, se encontraba sin presión y desplegado», lo que exige un esfuerzo mayor para la apertura de la puerta, y que fue un factor positivo para la evacuación que el avión no tuviera el carro de bebidas y comestibles en la parte trasera, lo que hubiera disminuido notablemente el espacio de paso hacia la puerta.
Para extinguir el fuego del avión siniestrado concurrieron dotaciones de bomberos de Aeroparque, de la Policía Federal Argentina y de la Prefectura Naval Argentina. El operativo de evacuación estuvo dirigido por el Sistema de Atención Médica de Emergencia coordinado por Estela Morandi, que utilizó unas quince ambulancias propias junto con algunas de instituciones privadas. De acuerdo con la gravedad de las lesiones se derivó a los heridos a distintos centros sanitarios.

## Conversaciones en la cabina
Este tipo de aviones cuenta con un grabador de cabina (CVR) que registra los sonidos en la cabina del avión. El último minuto de la grabación, desde el despegue hasta el choque, mostró esta conversación:
| Cte.: comandante Cop.: copiloto TWR.: torre de control 30.34 - 30:57 Cte.: «¿Tenía una avioneta atrás?» (se escucha con muy bajo volumen). TWR.: «¿Despegamos uno dos?» Sonido de liberación de frenos de estacionamiento. Cop./TWR.: «Despegamos.» Cop.: «Correte Adrián que te piso.» Otra voz: «Bueno.» 30:58 Comienza ruido de aceleración de motores. 31:00 Ruido de aceleración máxima de motores. 31:01 Comienza ruido de alarma («Beep, Beep, Beep...»). 31:05 Cte.: «No, no, no, ¡eh!» 31:12 Cte.: «¿Qué mierd... pasa?» | 31:16 Cop.: «Take off thrust set, speed alive» 31:20 Cte.: «No sé que es lo que es, pero es viejo, está todo bien» (dudoso). 31:23 Cop.: «Eighty knots.» 31:24 Cte.: «Checked.» 31:36 Cop.: «V one.» 31:37 Cop.: «Rotate.» 31:39 Cop.: «V two.» 31.41 - 31:45 Sonido mecánico continuo de shaker de comandos (Stick Shaker). 31:45 Sonido de desaceleración de motores. Cortó. 31.46:04 Sonido de impacto. 31:52 TWR.: «3142 y...» (corte de grabación). |

## El informe de la Junta de investigación

### Marco jurídico de la investigación
El Convenio de Chicago de 1944, que organizó la aviación civil internacional, dedicó una atención especial a la «seguridad de la aeronavegación» y en su Anexo 13, derivado del art. 37 del Convenio, instituyó las «normas y métodos recomendados internacionales» como  orden reglamentario de validez universal. Al acaecer un siniestro aeronáutico en el que mediare «una muerte o lesión grave, o se hubieren producido defectos técnicos en la aeronave o en las instalaciones y servicios para la navegación aérea», el estado en cuya jurisdicción se produjo el accidente tiene la obligación de realizar una investigación en la que tienen una significativa participación los estados de matrícula, del explotador, de diseño y fabricación de la aeronave, para efectuar el control de legalidad y recibir el informe final con su resultado.
Es obligatorio proteger la aeronave y su contenido; los investigadores, que se deben desempeñar con toda independencia, pueden requerir informes, examinar documentos, recurrir a expertos nacionales o extranjeros, requerir la cooperación de los organismos de la administración pública y producir todas las pruebas que juzguen convenientes para la determinar las causas inmediatas y mediatas del accidente, que culminará en un «informe final» redactado conforme la estructura dispuesta por el  «Manual de Investigación de Accidentes» elaborado por la OACI. En Argentina, el Código Aeronáutico Argentino se ajusta al patrón internacional y regional.
El informe de la JIAAC fue uno de los documentos tenidos en cuenta en la investigación del accidente por parte de la justicia, aunque fue criticado por la acusación por centrarse solo en la responsabilidad directa de los pilotos.
Durante los tres días posteriores al accidente, la Junta Nacional de Seguridad del Transporte (NTSB) de los Estados Unidos envió un equipo para apoyar la investigación de la JIAAC, integrado por un representante de ese organismo y por técnicos de Boeing, Pratt & Whitney y la Federal Aviation Administration (FAA). Durante su estadía esos investigadores trabajaron en conjunto con personal de la JIAAC, conformando distintos grupos de trabajo de acuerdo con sus especialidades afines.

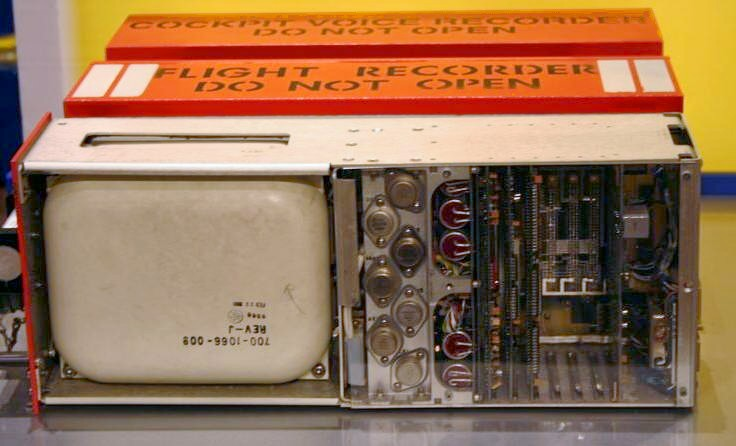
El CVR y el FDR, popularmente conocidos como «caja negra», registran las conversaciones de cabina y los datos de vuelo de la aeronave.

### Antecedentes del avión, el aeropuerto y los pilotos
El informe tiene un extenso análisis de los antecedentes profesionales del comandante y el copiloto, sus exámenes y controles psicofisiológicos y las evaluaciones  para obtener el certificado de aptitud para las distintas aeronaves. Se comprobó que la aeronave contaba con las revisaciones técnicas ajustadas a la reglamentación internacional y que el Aeroparque Jorge Newbery, en el momento en el que se produjo el accidente, funcionaba conforme las normas y métodos recomendados por el Consejo de Organización de Aviación Civil Internacional.
La lectura de los elementos conocidos como caja negra, el registrador de datos de vuelo (FDR) y el grabador de voces de cabina (CVR), se realizó en la sede de la NTSB, en Washington D. C.. Con estos datos se efectuó una animación computarizada del frustrado intento de despegue.
Otro aspecto que se estudió y analizó fue el seguimiento del plan de mantenimiento y los investigadores concluyeron que la aeronave, sus componentes y motores, cumplían con los requisitos dispuestos en el plan de mantenimiento y las especificaciones de operación aprobadas por la Dirección Nacional de Aeronavegabilidad.

### Examen de los restos del avión
Para realizar la investigación, los técnicos de la JIAAC reensamblaron en un hangar del Aeroparque los restos de los componentes principales de la aeronave, realizaron la limpieza, identificación y relevamiento de los tableros, actuadores, equipos electrónicos, pedestal de la cabina de pilotaje y demás elementos rescatados en el lugar del accidente, y desarmaron ambos motores de la aeronave en cuanto fue posible por el estado de destrucción que presentaban. Los técnicos relevaron los actuadores hidráulicos de accionamiento y traba de los reversores de empuje de ambos motores y verificaron el estado de desgaste de los sistemas de frenado de ambos trenes de aterrizaje, encontrando que estos tenían un buen margen de utilización remanente.

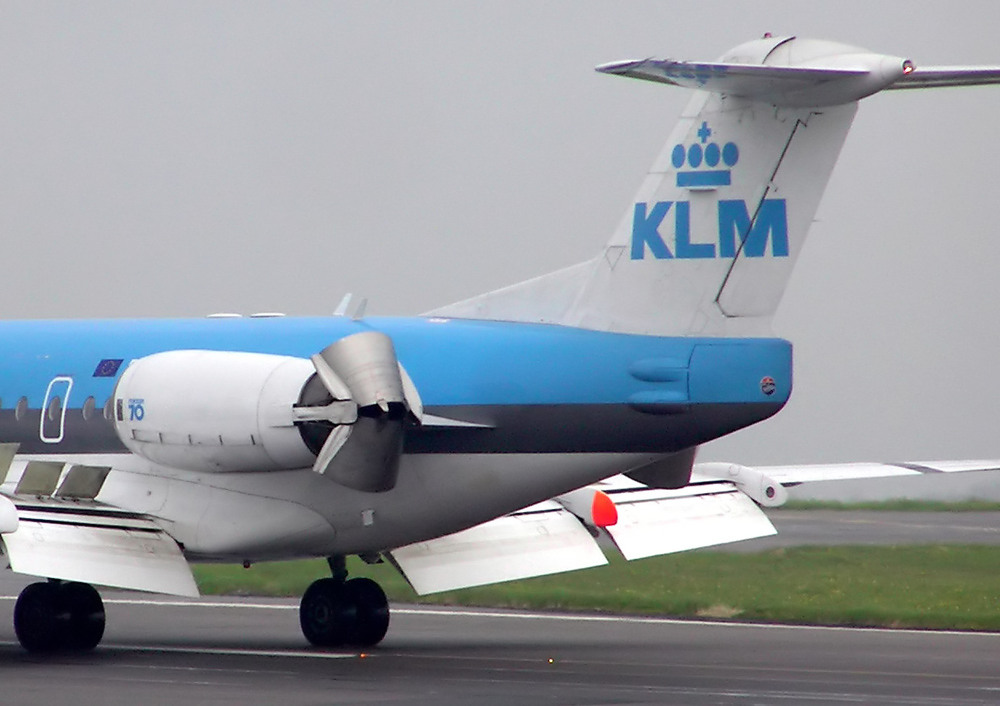
En la imagen se ve a un avión Fokker 70 durante el frenado posterior al aterrizaje con los reversores de empuje abiertos y los flaps extendidos.

La investigación observó que los motores mostraban signos de haber estado funcionando hasta el impacto final y si bien no se pudo determinar fehacientemente el régimen que tenían en ese momento, la lectura del FDR mostró que ambos motores tuvieron empuje parejo. El Instituto Nacional de Investigaciones de las Ciencias Naturales realizó un estudio que determinó que no hubo ingesta de aves en los motores.
Los reversores de empuje —elementos que se encuentran detrás del motor, que al desplegarse orientan los gases de escape de las turbinas hacia adelante con el objeto principal de frenar al avión rápidamente luego del aterrizaje— se hallaron con muchos daños pero se observó que los impulsores hidráulicos del motor izquierdo se hallaban en la posición correspondiente a reversor cerrado, mientras que los del motor derecho se encontraban en la posición opuesta. La investigación no pudo determinar fehacientemente si existió un despliegue y posterior repliegue voluntario de los reversores de empuje.
Para la investigación era importante conocer la posición de los elementos mecánicos actuadores de las superficies hipersustentadoras (flaps), por lo que se realizó un estudio especial. Los flaps cambian las características aerodinámicas de las alas de la aeronave conforme la posición en que se colocan, lo cual provee al avión de mayor sustentación a menor velocidad, permitiéndole despegar con una carrera más corta. Como el avión requiere una pista suficiente para carretear hasta alcanzar la velocidad necesaria para despegar, pero conservando suficiente espacio para poder frenar en caso de tener que abortar el despegue, sin la ayuda de flaps requeriría pistas excesivamente largas. Por todo esto es que en la práctica no hay pistas que permitan el despegue de aeronaves de gran porte sin extender los flaps.

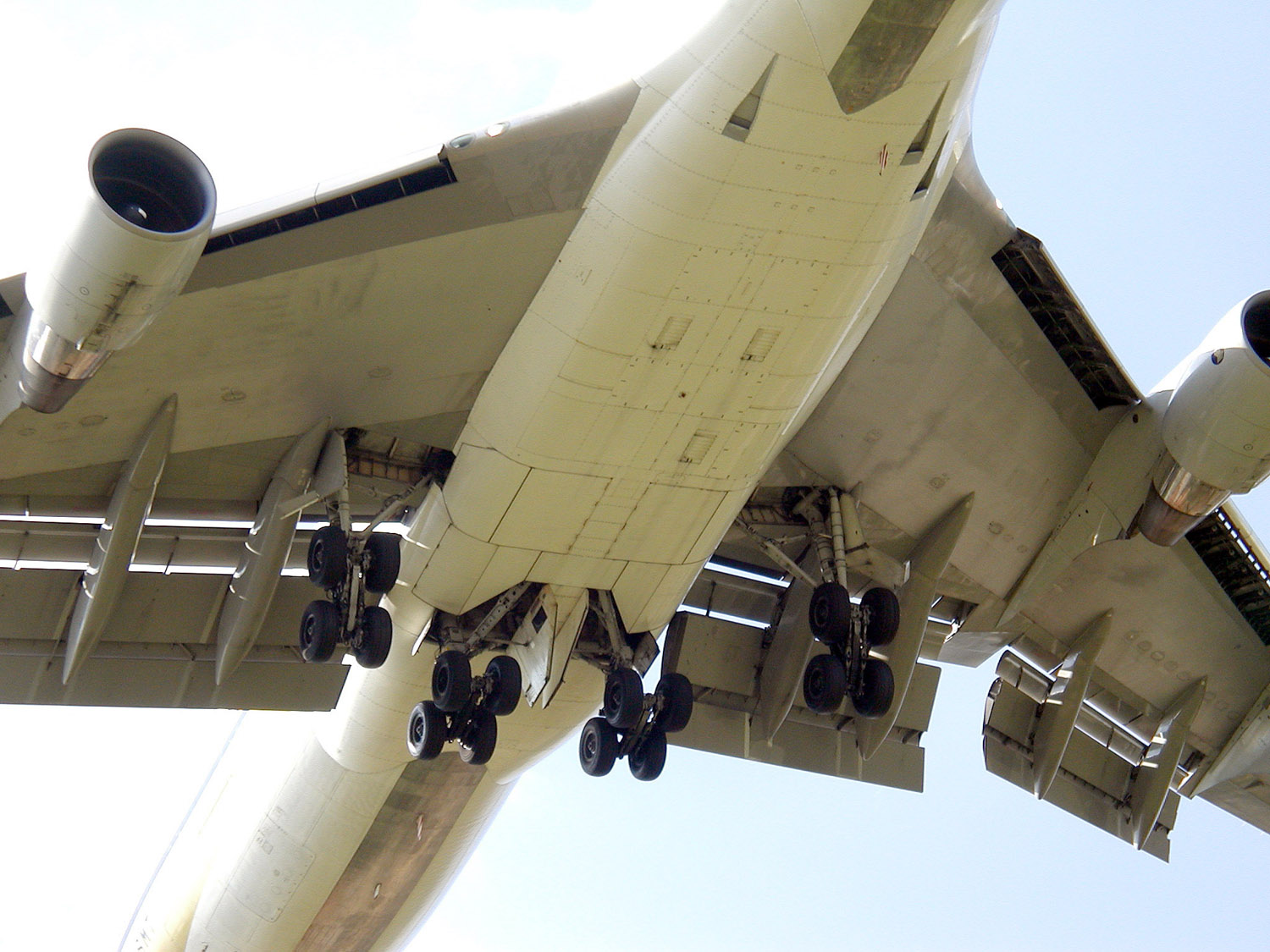
Los flaps en este Boeing 747 son las superficies que se encuentran extendidas detrás de las alas, permitiendo al avión volar a velocidades más bajas, en las fases de despegue, ascenso inicial, aproximación y aterrizaje, manteniendo intacto su coeficiente de sustentación.

El sonido fuerte y discontinuo que se escucha en la grabación del CVR, correspondiente a la alarma de configuración para despegue, el estado de todos los tornillos sinfín de los actuadores de flaps encontrados entre los restos del avión, la posición de la palanca de flaps en la cabina, los datos del FDR y las luces de flaps de borde de ataque apagadas, fueron todos indicadores coincidentes de que los flaps no estaban en la posición necesaria para despegar.

### Causas
La Junta Investigadora determinó que la causa inmediata del accidente fue que «la tripulación de vuelo del LAPA 3142 olvidó extender los flaps para iniciar el despegue, y desestimó la alarma sonora que avisaba sobre la falta de configuración para esa maniobra». A la misma conclusión llegó la sentencia dictada.
Tal como establece el reglamento que la regula, la JIAAC investigó también las causas mediatas que contribuyeron al accidente y las puntualizó en su informe:
- Falta de disciplina de los tripulantes, que no ejecutaron la lógica acción de abortar el despegue y de comprobar la falla ante la alarma sonora de 800 hz -alarma de configuración- que comenzó a escucharse al dar motor, y continuó sonando hasta el intento de rotación. El procedimiento indica que ante una alarma de esas características se debe, directamente y sin excepción, abortar la operación para luego chequear el problema.[17][32]
- Exceso de conversaciones entre los pilotos ajenas al vuelo, y por momentos de intensidad emocional importante, que se mezclaron con el desarrollo de las listas de control de procedimientos, llegándose a omitir la parte de estas últimas relativas a comprobar si los flaps estaban en la posición para despegue.[17][32][33]
- Problemas personales, familiares, económicos o de otra índole de los pilotos, que incidieron en su comportamiento operacional.[17][33]
- Insuficiencia del sistema de control psíquico, que no permitió detectar cuándo los pilotos estaban sufriendo problemas personales, familiares o de otro tipo que influían sobre su capacidad para trabajar. Sobre este aspecto la sentencia declaró que «la normativa vigente al momento de los hechos no obligaba a las empresas aerocomerciales a controlar en su aspecto psicológico a los empleados de vuelo».[4]
- Conocimiento y trato de cuestiones muy personales y extralaborales entre los pilotos e incluso con la comisario de a bordo, que facilitó el ambiente de escasa seriedad y concentración en las tareas operacionales.
- Antecedentes de características de vuelo negativas del comandante, que afloraron ante su situación personal y de relación en la cabina antes y durante la emergencia.[17]
- Antecedentes de características de vuelo negativas del copiloto, que se manifestaron durante el cumplimiento de las listas de control de procedimientos, en una cabina donde sus ocupantes participaban de una atención totalmente dispersa en intereses particulares ajenos al vuelo.[17]
- No reconocimiento ni comprobación inmediata de ambos pilotos, de la relación entre el tipo de alarma sonora intermitente que indica falla en la configuración para despegue, con la ausencia de colocación de flaps en la posición para esa maniobra.[17][32]
- Diseño del sistema de alarma de configuración para el despegue que no permite, en este tipo de aeronave, una comprobación simple, por parte de las tripulaciones, que asegure la escucha periódica de este tipo de alarma intermitente.[17][32]

## Lesiones a personas y errores de identificación
El resumen del número de lesiones físicas a personas que según la JIAAC causó el accidente es el siguiente:
| Lesiones    | Mortales | Graves | Leves | Ninguna |
| ----------- | -------- | ------ | ----- | ------- |
| Tripulación | 3        | –      | –     | 2       |
| Pasajeros   | 60       | 15     | 16    | 4       |
| Otros       | 2        | 2      | 1     | –       |
| Total       | 65       | 17     | 17    | 6       |

Algunas declaraciones formuladas veinte años después por pasajeros sobrevivientes ilustran sobre las consecuencias personales del accidente.
Marisa Beiró, cosmetóloga de 30 años, volvía en el avión a su casa de Córdoba después de hacer un curso en Buenos Aires y no recuerda cómo salió de la aeronave. Estuvo internada hasta mayo de 2000 en el Hospital de Quemados Dr. Arturo Umberto Illia, con el 50% del cuerpo quemado. En un año tuvo 75 operaciones, le amputaron dos dedos del pie y tuvo que aprender a caminar y a comer nuevamente.

El ingeniero Oscar Nóbile, de 38 años, consiguió salir del avión siniestrado sufriendo quemaduras en la cara, manos y parte del cuerpo. Su internación le provocó un desequilibrio económico y la rehabilitación y el tratamiento psicológico le ocuparon un largo período. Le hicieron diez injertos de piel, perdió movilidad en las manos y soportó dolorosas curaciones en las piernas. Tiempo después se forzó a volver a viajar en avión y sintió que el accidente modificó su visión de la vida: en tanto antes sus ocupaciones le insumían casi todo el tiempo, después comenzó a estar muchos más tiempo con sus hijos. 
El ingeniero Benjamín Buteler, de 37 años, no tiene recuerdos del accidente. Estuvo 9 meses y medio internado, tiene un brazo inutilizado y le amputaron las dos piernas, más adelante reemplazadas por prótesis ortopédicas. Tuvo un largo período con rehabilitación intensiva y debió remodelar su casa para adaptarla a la silla de ruedas eléctrica. Apenas recobró la conciencia del accidente empezó a buscar a la persona que lo había salvado y lo encontró 6 meses después; se trataba de Mauricio Donkin, una persona que estaba  sentada en una confitería a unos 40 metros del talud donde se incrustó el avión. Donkin de inmediato se cubrió la cabeza con un cardigán y se metió en la aeronave en llamas donde, según sus palabras, «había un tendal de gente al rojo vivo y el griterío era infernal». Alcanzó a rescatar cuatro personas antes de que el avión explotara, y por sus acciones la Municipalidad de Pilar –la ciudad donde reside– lo declaró «Ciudadano Meritorio» y la Sociedad Hebraica Argentina, donde trabaja, le dio una plaqueta «por su arrojo en defensa del prójimo y su valentía».

Miguel Correa, hijo del pasajero fallecido Miguel Ángel Correa, declaró casi 20 años después del accidente que al enterarse en Córdoba –su lugar de residencia- que su padre estaba entre los pasajeros tuvo «una suerte de shock profundo» que se agravó cuando, ya en su casa, vio por televisión, repetidas una y otra vez, las escenas del accidente. En el mostrador de LAPA del Aeropuerto Internacional Ingeniero Aeronáutico Ambrosio Taravella, en Córdoba, junto a una cantidad de familiares de personas que iban a viajar desde Buenos Aires, pidió información pero nadie los atendía. Alrededor de la medianoche, cuando ya muchos lloraban en su angustia, funcionarios del gobierno gestionaron la lista de pasajeros pero no lograban precisiones. Esa misma noche un avión provisto por el gobierno provincial trasladó familiares a Buenos Aires y comenzó la etapa de identificación de los cadáveres en la morgue judicial.
La mayoría de los cadáveres fue identificado por las piezas dentarias y entregados a los familiares, pero quedaron 12 para los que se recurrió al ADN y ahí se descubrió que se habían entregado con otra identidad 9 cuerpos que fueron enterrados entre el 2 y el 5 de septiembre de 1999. Hubo que hacer nueve exhumaciones y el 23 de diciembre sus familiares pasaron nuevamente por el penoso trance de enterrarlos.
Tres de las familias que pasaron por ese doble entierro obtuvieron que la justicia fallara en su favor un reclamo de indemnización por daño moral.

## Causa judicial penal
La causa judicial penal por el accidente quedó a cargo del juez federal Gustavo Literas, quien durante los primeros meses recibió el informe preliminar de la JIAAC y tomó testimonio a decenas de mecánicos de LAPA. A principios de marzo de 2000, citó a declarar a 540 personas, en su mayoría pilotos, copilotos y auxiliares de a bordo de LAPA. Para ese momento ya la investigación se centraba en la hipótesis de que, por encima del error de los pilotos, la causa última del accidente eran las fallas estructurales en el gerenciamiento operativo de los vuelos. Durante la primera quincena de marzo de ese año se tomaron unas 140 declaraciones, incluyendo las de casi todos los sobrevivientes.
El 14 de marzo el juez Carlos Liporaci, quien reemplazaba a Literas por licencia, ordenó el allanamiento de las oficinas centrales de LAPA y de su sala de operaciones en Aeroparque, secuestrándose los legajos de los pilotos de la compañía. Según el diario Clarín el secretario del juzgado, Pablo Bertussi, comentó: «Cuando se produjo el accidente, secuestramos solamente los legajos de los pilotos de ese vuelo. Ahora queremos revisar los del resto de los pilotos de esa empresa».
El 18 de mayo, la JIAAC entregó su informe final sobre el accidente al juez y el 24 de mayo éste citó a declarar como imputadas a 32 personas, entre ellas Gustavo Andrés Deutsch, presidente de LAPA, al exjefe de la Fuerza Aérea brigadier general (retirado) Rubén Montenegro, al exjefe de la División Nacional de Aeronavegabilidad, brigadier (retirado) Juan Baigorria, al exjefe de la División de Habilitaciones, comodoro (retirado) Damián Peterson, al extitular del Instituto Nacional de Medicina Aeronáutica y Espacial, comodoro (retirado) Diego Lentino, y al exjefe del Comando de Regiones Aéreas, brigadier mayor Enrique Dutra, y además trabó embargo por 60 millones de pesos sobre bienes de Deutsch y otros 11 directivos de LAPA.
Sobre la marcha de la investigación, el matutino Página/12 comentó:

La investigación puso en evidencia la falta de una política de recursos humanos en LAPA. «Debió existir mayor pericia y exigencia en los exámenes a los pilotos. Detectamos negligencia y flexibilidad», explicó a Página/12 una alta fuente judicial. Ninguna de las inspecciones de la Fuerza Aérea que pasó Weigel —que murió en el accidente— sirvieron para detectar su comprobado rendimiento anormal. «Es inadmisible que sigan haciendo los mismos exámenes psicofísicos que me hicieron a mí cuando pasé por la colimba», se indignó un experimentado funcionario que peina algunas canas.

Esas afirmaciones no fueron compartidas posteriormente por la sentencia, según la cual «para tener por acreditado que LAPA poseía un nivel de instrucción insuficiente de sus pilotos» no bastaba con considerar un caso aislado, sino que debía verificarse «en un número importante de casos o a través de elementos que permitan la generalización que le dé fundamento a la conclusión que se intenta imputar», lo cual en la causa no fue corroborado.
Poco menos de un mes después, el 22 de junio, Gustavo Deutsch se presentó a declarar y respondió a más de 100 preguntas realizadas por el juez y los fiscales. La Nación afirmó que -según una fuente judicial- Deutsch «no aportó datos útiles a la investigación»; los demás directivos se negaron a responder preguntas.
Al cumplirse un año del hecho, la investigación acumulaba unas 16000 páginas en 80 cuerpos, habían declarado unos 1500 testigos y 34 imputados habían hecho su descargo en sede judicial. En ese momento los medios de prensa ya afirmaban que la causa directa del accidente era el error humano, pero que el piloto no estaba en condiciones de estar al comando de la aeronave, responsabilizando por ende a los directivos de la empresa y a varios altos jefes que habían pertenecido a la Fuerza Aérea.
A inicios de noviembre de 2000, la Sala II de la Cámara Federal anuló el embargo que pesaba sobre bienes de los directivos de LAPA y el 22 de diciembre de 2000, en una resolución de 1200 fojas, el juez Literas procesó a cuatro directivos de LAPA por estrago culposo seguido de muerte y a tres miembros de la Fuerza Aérea por incumplimiento de los deberes del funcionario público. Los directivos de LAPA eran Gustavo Andrés Deutsch -Presidente-, Ronaldo Patricio Boyd -director general-, Fabián Chionetti -Gerente de operaciones- y Nora Arzeno -Gerenta de recursos humanos-, y los de la Fuerza Aérea eran el brigadier mayor (retirado) Enrique Dutra -Jefe del Comando de Regiones Aéreas-, el comodoro (retirado) Carlos Petersen -Director de Habilitación y Fomento- y el comodoro (retirado) Diego Lentino -Director del Instituto Nacional de Medicina Aeronáutica y Espacial-. En la misma resolución también se dispusieron embargos sobre bienes de los directivos de LAPA. Todos los procesados quedaron en libertad provisional.
En la resolución se expresó:

Existen prima facie, a esta altura, suficientes elementos para sostener que los imputados cumplieron de manera negligente aquellos deberes y obligaciones a su cargo, como consecuencia de lo cual determinaron la creación de una situación de peligro que derivó en la producción del siniestro investigado, a partir del ingreso en la firma del comandante Gustavo Weigel, permitiendo el desarrollo de toda su trayectoria en la empresa, hasta el momento de la configuración de la tripulación que se hizo cargo del vuelo 3142 del 31 de agosto de 1999.

El periódico Clarín informó que la resolución decía que «gran parte de los pilotos se encontraba en infracción respecto de sus períodos de descanso anual. Sobre la actividad de los directivos de la firma LAPA, se evidenció una gestión descuidada en relación a la seguridad y sobre todo en el proceso de selección de personal».
Respecto de los militares procesados, el juez estimó que el Comando de Regiones Aéreas (CRA) de la Fuerza Aérea: 

... no ha establecido una política clara de selección de los inspectores ni planes para la instrucción inicial y periódica de su personal que contemplen los mínimos necesarios para el desarrollo de sus funciones en las áreas de otorgamiento de licencias y supervisión de las operaciones.

El 21 de marzo de 2001, el juez Literas renunció a su cargo y la causa quedó en manos del juez Claudio Bonadío.
A dos años de iniciado, el expediente de la causa tenía ciento diez cuerpos, más de un millar de declaraciones de testigos y siete procesados que habían apelado su procesamiento y esperaban que la Cámara Federal resolviera su recurso; por otra parte, el juez aceptó como querellante a Nora Nouche, concubina del copiloto, aduciendo que este había sido una víctima más y no uno de los responsables.
El 8 de noviembre de 2001 la causa pasó a un nuevo juez, Sergio Torres, y unos ocho meses después, el 15 de julio de 2002, la Sala II de la Cámara Federal confirmó los procesamientos de Deutsch, Boyd y Chionetti, revocó los procesamientos de Nora Arzeno, Alfredo De Víctor y Valerio Diehl, predecesores de Chionetti en la gerencia de operaciones de LAPA, y de José María Borsani, jefe de Línea Boeing 737 de LAPA y confirmó la falta de mérito para procesar a los instructores de vuelo Vicente Sánchez, Alberto Baigorria, José Héctor García y Juan Carlos Ossa. La Cámara Federal también revocó los procesamientos de los militares Enrique Dutra, Damián Peterson y Diego Lentino.
Comentando la resolución, la crónica de La Nación afirmaba:

El punto central de la resolución de los camaristas Horacio Cattani, Martín Irurzún y Eduardo Luraschi es el análisis de los antecedentes profesionales de Weigel. A partir de esa evaluación, sostuvieron, «puede afirmarse la existencia de un accionar negligente de aquellas personas (los imputados) que, de una manera u otra, permitieron que el piloto (Weigel) estuviera al mando de una aeronave».
Los jueces entendieron que, al darse por sentado que uno de los principios básicos dentro de la actividad aeronáutica es la seguridad, «no debieran pasarse por alto o minimizarse los errores cometidos por los tripulantes durante los exámenes iniciales o recurrentes (cursos de revalidación de conocimientos) de vuelo y de simulador, que dan lugar a observaciones tales como las que surgen del legajo del fallecido comandante (Weigel)».
Así, enumeraron una larga serie de fallas o desatenciones cometidas por el piloto durante sus cursos. Según consta en el legajo incorporado al expediente judicial, ya en abril de 1994 se indicó que a Weigel «se lo notaba lento» y que «debía mejorar su dominio de listas y procedimientos». Además de su escaso o nulo dominio del idioma inglés, «aprobó su examen de piloto con lo mínimo», certificaron entonces sus instructores.
Ese mismo año se dejó sentado en su expediente que Weigel debía mejorar coordinación en cabina y pedido de listas. «Se realizó una evaluación, en donde se vio desconocimiento del rol que le corresponde; como consecuencia de esto, él no ordena y hay inseguridad y descoordinación en la cabina», dice su legajo.

El 17 de octubre, los fiscales federales pidieron nuevamente el procesamiento de Dutra, Petersen, Lentino y Arzeno, que la Cámara había revocado. Clarín informó que los fiscales «en un escrito de 40 carillas presentado al juez federal Sergio Torres, señalaron que cuando se produjo el accidente LAPA no tenía un manual de operaciones revisado y aprobado por el Comando de Regiones Aéreas», y que «este documento es obligatorio y debe detallar desde la organización y estructura administrativa de la compañía aérea hasta el equipo mínimo con que debe contar un avión, pasando por los procedimientos a seguir en caso de accidente».
Por su parte, La Nación informó que «a Arzeno se la responsabilizó por un hecho poco conocido: Weigel, además de que no se le debió haber permitido volar por sus antecedentes, no debía estar al mando de un avión el día de la tragedia, pues tenía su licencia vencida». En su momento la sentencia, por el contrario, declaró que Weigel no tenía impedimento legal ese día para pilotear el aparato.
Poco más de un año después, el 1 de diciembre de 2003, la Sala II de la Cámara Federal confirmó el procesamiento de Dutra, Peterson y Lentino, acusándolos de los delitos de «abuso de autoridad e incumplimiento de los deberes de funcionario público» por la falta de controles y porque «los exámenes que se tomaban a los tripulantes eran a todas luces insuficientes para tener un perfil adecuado del examinado». Además, revocó el sobreseimiento de Arzeno, y la procesó por negligencia diciendo que «el comportamiento humano no ocurre en un vacío, es un reflejo de la cultura corporativa y regulatoria en la que tiene lugar». Para los camaristas, hubo una «clara relación» entre los cursos que Weigel había incumplido y «las violaciones que tuvieron lugar en la cabina» del Boeing de LAPA ese día, algo que no fue controlado por la gerencia que controlaba la procesada». Más adelante, cuando se dictó sentencia, el Tribunal declaró, por el contrario, que «en el derecho penal se juzga un hecho concreto y que las imputaciones solo pueden sostenerse en la medida que se encuentren relacionadas o conectadas por ese nexo causal con el hecho». Agregó que no se corroboró que la instrucción de Weigel hubiera sido deficiente, no estaba acreditado que «la empresa LAPA por alguna razón de tipo económica haya disminuido el nivel de exigencia de los pilotos que ingresaban a la firma, ni que el copiloto Etcheverry haya tenido un nivel inferior de experiencia técnica-profesional que amerite un impedimento para su ingreso» ni que existiera una deficiente instrucción de Crew Resourse Management (CRM) en la totalidad de los pilotos que conformaban la empresa LAPA.
El 10 de septiembre de 2004, el fiscal federal Carlos Rívolo en su dictamen, de unas 600 páginas, pidió que la causa se eleve a juicio oral y público y se juzgue a Gustavo Deutsch, Ronaldo Boyd, Fabián Chionetti, Nora Arzeno, Valerio Diehl y Gabriel Borsani por estrago culposo y a Enrique Dutra, Damián Peterson y Diego Lentino por «incumplimiento de los deberes de funcionario público». Entre otros argumentos, el fiscal afirmó que el comandante del avión siniestrado tenía «vencida reglamentariamente» su licencia de piloto y que antes de despegar «no había controlado si las puertas estaban cerradas» y «que siempre olvidaba cerrar las puertas».
El 5 de julio de 2005, el juez Torres dio por concluida la instrucción, y dispuso la elevación de la causa a juicio oral para que se juzgue a los nueve finalmente imputados, seis directivos de la empresa y tres integrantes de la Fuerza Aérea Argentina. Por el delito de estrago culposo estaban imputados Gustavo Deutsch (expresidente de LAPA), Ronaldo Boyd (director general de LAPA), Fabián Chionetti y Valerio Diehl (Gerentes de Operaciones de LAPA), Gabriel Borsani (Jefe de Línea B-737 de LAPA) y Nora Arzeno (Gerente de Recursos Humanos de LAPA); por el delito de incumplimiento de los deberes del funcionario público estaban imputados Enrique Dutra (excomandante de Regiones Aéreas de la FAA), Damián Peterson (exdirector de Habilitaciones Aeronáuticas) y Diego Lentino (exdirector del Instituto Nacional de Medicina Aeronáutica y Espacial).
El matutino Página/12 comentó la resolución judicial en los siguientes términos:

El juez Torres recordó que para que haya responsabilidad del agente público «debe mediar una relación de causalidad entre su imprudencia o negligencia y el accidente ocurrido». En ese tipo penal incluyó a los imputados Deutsch, Boyd, Diehl, Chionetti, Borsani y Arzeno, por entender que «habían cumplido de manera negligente aquellos deberes y obligaciones a su cargo».
 Precisó que el accidente ocurrió por «la falta de efectivo control y consecuente toma de medidas por parte de las personas responsables de la firma LAPA S.A. con nivel decisorio».

El magistrado responsabilizó a los directivos por la contratación del fallecido piloto Gustavo Weigel y por haber permitido «el desarrollo de toda su trayectoria en la empresa» hasta el momento del accidente.
Se fustigó el «accionar negligente de aquellas personas que de una manera u otra» permitieron que Weigel «estuviera al mando de una aeronave». El juez recordó que «uno de los principios básicos» de la actividad aeronáutica es «la seguridad de vuelo», motivo por el cual «no debieron minimizarse los errores cometidos» por Weigel a lo largo de su carrera.

La elevación a juicio de la causa se demoró debido a recursos interpuestos por los defensores de algunos imputados que finalmente fueron rechazados por la Cámara Federal.
En síntesis, el peso de la acusación recayó sobre el piloto Gustavo Weigel, que falleció en el accidente, y sobre quienes avalaron su carrera.
El 23 de julio de 2005, uno de los acusados, Enrique Dutra, apareció muerto dentro de un automóvil estacionado en la cochera de su casa, en la localidad cordobesa de Villa Carlos Paz. La hipótesis principal indica que se trató de un suicidio.
El 28 de febrero de 2006, los dos exintegrantes de la Fuerza Aérea pidieron al tribunal que declare la prescripción de la causa a su respecto. Los directivos de LAPA no podían hacer igual pedido porque estaban acusados de estrago culposo, cuya pena máxima es de cuatro años de prisión.
El tribunal asignado al juicio estaba integrado por los jueces Leopoldo Bruglia, María Cristina Sanmartino y Horacio Vaccare, pero como este último decidió recusarse luego de que familiares de las víctimas cuestionaran su imparcialidad fue reemplazado por su colega Jorge Luciano Gorini.
Finalmente, el 2 de febrero de 2010, se leyó el veredicto que sobreseyó a Peterson y Lentino por haberse operado la prescripción del delito por el que se les acusaba, absolvió de culpa y cargo a Arzeno, Chionetti, Boyd y Deutsch, y condenó a tres años de prisión, en suspenso, a los dos gerentes de operaciones de la empresa, es decir los más cercanos al piloto.
Pero la gran demora de los jueces en llevar a juicio a los acusados excedió los plazos legales, razón por la cual la Sala IV de la Cámara Federal de Casación anuló el 11 de febrero de 2014 las dos condenas, considerando que se había producido la [prescripción de la acción penal, decisión que fue confirmada por la Corte Suprema de Justicia. El caso ha sido considerado como un grave caso de impunidad.
Gustavo Deutsch falleció el 14 de septiembre de 2014 tripulando un Beechcraft Super King Air 300 matrícula LV-WLT. El informe de su accidente indica que cometió errores en la maniobra de la aeronave citada, y que no debería haber volado ese avión sin un copiloto entrenado.

## Similitud con otros accidentes
Una amplia investigación de la Administración Federal de los Estados Unidos y la Fundación para la Seguridad en Vuelo (Flight Safe Foundation) probó que las omisiones e interrupciones en el listado de control que se debe realizar antes de iniciar el vuelo tiene sus consecuencias más frecuentes en la fase de despegue y, en especial, durante el carreteo, al punto tal que en el período de 1978 a 1990 hubo tales omisiones en 3 de cada 4 accidentes.
Hay un historial de accidentes derivados de la mala posición de los flaps, que es justamente uno de los ítems que integra el listado de control:
- El 16 de agosto de 1987 el vuelo 255 de Northwest Airlines, un MD-82, se estrelló al despegar del Aeropuerto Internacional de Detroit, falleciendo 154 personas a bordo y dos en tierra y dejando herida a una niña. La causa fue que la tripulación no desplegó los flaps para el despegue.[61]
- El 5 de septiembre de 2005 (10:06 a. m. UTC+7), el vuelo 91 de Mandala Airlines se estrelló en una zona residencial densamente poblada a los pocos segundos de su despegue desde el Aeropuerto Internacional Polonia en Medan, Indonesia. Docenas de casas y coches fueron destruidos, y se informó que al menos 49 personas perecieron allí. Hubo 100 muertos en el avión, incluyendo 3 bebés. Las causas probables del accidente fueron la ejecución incorrecta del procedimiento de la lista de verificación, que provocó que no se identifique el flap en la posición de retracción. Al iniciarse el despegue no se escuchó la bocina del sistema de advertencia y la aeronave despegó con una configuración de despegue inadecuada, es decir, con aletas y tablillas retraídas, que causaron que la aeronave fallara para despegar.[62]
- El 20 de agosto de 2008 el Vuelo 5022 de Spanair, un MD-82, se estrelló al despegar del Aeropuerto de Barajas en Madrid, muriendo 154 personas a bordo y resultando heridas otras 18. Los pilotos olvidaron desplegar los flaps en el momento del despegue.[63]

## Filmografía

### Whisky Romeo Zulu
La película Whisky Romeo Zulu llevó la historia de este accidente al cine. Fue escrita, dirigida y protagonizada por Enrique Piñeyro, actor, médico y expiloto de LAPA. Fue nombrada así en relación con la matrícula de la aeronave, LV-WRZ, en alfabeto radiofónico, aunque bien podría hacer referencia al esquema de corrupción (Whisky), a una historia de amor (Romeo) insertada en la película, y a la indisciplina en la empresa (Zulú).
El filme relata en forma de ficción el trasfondo del accidente desde la visión del mismo Piñeyro, quien fue piloto de LAPA desde 1988 y renunció a su puesto en junio de 1999 —solo un par de meses antes del accidente— tras haber denunciado su desacuerdo con las políticas de seguridad de la empresa. Obtuvo premios en festivales internacionales, entre ellos el Sol de Oro a la Mejor Película en el Festival de Biarritz, junto a seis nominaciones para los Premios Cóndor, el festival de cine independiente BAFICI, en La Habana y en Viña del Mar.
Piñeyro se refiere al período en que trabajó en LAPA señalando que empezó a ver las deficiencias de la compañía y terminó denunciándolos penalmente. Dos meses después de que renunciara a su empleo sucedió el accidente porque «el avión despegó sin flaps y lo más patético es que sonó una alarma que les indicaban que no tenían flaps y los tipos se fueron igual». En relación con su motivación por hacer su película, Piñeyro agregó que «quería contar la historia del accidente de la compañía en la que yo volaba. Y me planteé cuál era la herramienta más eficaz para contar esa historia y comprendí que era el cine».

### Documentales de TV
El accidente también fue tratado en la serie documental canadiense Mayday: catástrofes aéreas, en el episodio 149 de la temporada 17.ª, titulado en Latinoamérica "Discusiónes Mortales", transmitido en National Geographic Channel. El episodio utiliza dramatizaciones, testimonios del expiloto Enrique Piñeyro, bomberos, pasajeros sobrevivientes y familiares, periodistas que habían cubierto el accidente, integrantes de la junta de investigación oficial y de otras dos investigaciones extraoficiales, la grabación de la comunicación entre los pilotos y la torre de control, filmaciones de noticieros de televisión y transcripciones de documentos.
También hubo un programa especial del Canal Infinito de 48 minutos que, a diferencia del anterior, se centró en la vida de algunos de los involucrados: del piloto Weigel, mediante declaraciones de su hijo, de pasajeros muertos, a través del testimonio de familiares, y de pasajeros sobrevivientes que relatan sus experiencias.